# Blade Vec 4G
ZTE Blade Vec 4G（ブレード　ベック　フォージー）とは、ZTE（中興通訊）によって開発された、第4世代移動通信システムに対応したAndroidスマートフォンである。

## 概要
本製品は香港では2014年7月24日、日本では同8月21日に株式会社eiYAAAのTouchブランドから発売された。 またNTTレゾナントの通販サイトとMVNO会社のSo-netからはSIMカードとセットでの販売が開始された。基本的にインターネットでの直販形式での販売となっている。
2014年10月31日にホワイトモデルが発売された。
同製品のOEM製品として、プラスワン・マーケティングより、Freetel LTE XMが2014年5月に発表され、同6月に仕様変更が発表された後に、同8月29日に発売された。こちらは直販での販売のほか、Freetel取り扱い店舗でも販売されており、価格もBlade Vec 4Gより高めに設定されているが、発売と同時にキャッシュバックキャンペーンが行われた。

## 搭載アプリ
Google標準アプリ
メーカー提供アプリ